# 宍戸福重
宍戸 福重（ししど ふくしげ、1913年9月27日 - 2010年2月2日）は、日本の経営者。富士電機社長、会長を務めた。福島県出身。

## 経歴
1937年に神戸商業大学を卒業し、同年に第一銀行に入行。1963年2月に富士電機に出向し、同年11月に取締役に就任し、1965年11月に常務、1970年11月に専務を経て、1972年11月に副社長に就任し、1974年11月には社長に昇格。1981年6月に会長に就任し、1985年6月に常任相談役を経て、1987年6月から相談役を務めた。
1983年11月に勲二等瑞宝章を受章。
2010年2月2日老衰のために死去。96歳没。